# Сульфитный щёлок
Сульфитный щёлок (англ. spent sulfite liquor, red liquor) — раствор, получаемый при сульфитной варке целлюлозы (обработка целлюлозы гидросульфитом кальция Ca(HSO3)2), отход производства, так называемая отработанная варочная кислота. На 1 т произведенной целлюлозы приходится 8—10 т щёлока. Содержит переведённые в растворённое состояние нецеллюлозные компоненты древесины главным образом гемицеллюлозы и продукт сульфирования лигнина (лигносульфоновую кислоту).  
Из органических веществ сульфитного раствора могут получать этиловый спирт, биоэтанол, белковые дрожжи, антибиотики, растворители, ванилин, фенолы.
В случае недостаточной переработки может представлять собой экологическую опасность на площадках производства или хранения